# Rienzi
Rienzi, l'ultimo dei tribuni (Rienzi, der Letzte der Tribunen) è il titolo della terza opera di Richard Wagner, composta fra il 1837 e il 1840, ispirata all'omonimo romanzo di Edward Bulwer-Lytton.
Portata in scena per la prima volta al Königliches Hoftheater di Dresda il 20 ottobre 1842, fu un trionfo per il compositore, all'epoca ancora pressoché sconosciuto, che, anche grazie a questo successo, si assicurò il posto di Kapellmeister nel Teatro di Corte. L'enorme popolarità raggiunta dall'opera si deve al fatto che essa, essendo una delle opere giovanili di Wagner, risente ancora degli stilemi della Grand opéra francese e dei suoi maggiori rappresentanti, Meyerbeer e Halévy. Fu proprio il primo, anzi, pregato dallo stesso Wagner, a raccomandare l'opera presso i teatri tedeschi da Parigi. Già dall'opera successiva, L'olandese volante, però, Wagner rinnegherà questo stile per muovere i suoi primi passi innovativi e veramente personali.
La trama dell'opera è ispirata alla vicenda storica di Cola di Rienzo, il notaio romano del Trecento che negli anni centrali del secolo tentò di restaurare in città la repubblica sul modello dell'antica Roma, facendosi nominare Tribuno della plebe.

## Composizione dell'opera
Rienzi è un imponente dramma in cinque Atti rispecchiante in ogni caratteristica lo stile del Grand-Opéra francese, già largamente diffuso dal compositore Giacomo Meyerbeer e avente in quegli anni un enorme successo in tutta Europa. In quest'opera però le caratteristiche di tale stile (il tema storico, la frequente grandiosità di scene e ambientazioni, gli immensi cori, le parate militari, ecc.) sono volutamente esasperate da Wagner in ogni aspetto, come dichiara egli stesso in Eine Mittheilung an meine freunde: «Il Grand-Opèra con tutta la sua pompa musicale e scenica, la sua passionalità ricca di effetti e operante con masse musicali, stava di fronte a me; e la mia ambizione artistica mi spingeva non solamente ad imitarla, bensì a superarne tutte le passate manifestazioni con un dispendio illimitato di energie».
In effetti il ventisettenne Wagner riuscì a portare davvero all'estremo ogni aspetto del Rienzi, tanto che alla prima rappresentazione a Dresda l'intero dramma, incluse le pause, arrivò alla durata record di sei ore (infatti il compositore dovrà in seguito operare ampi tagli in più versioni, tentando anche di dividere la rappresentazione in due serate - idea che non risultò efficace).

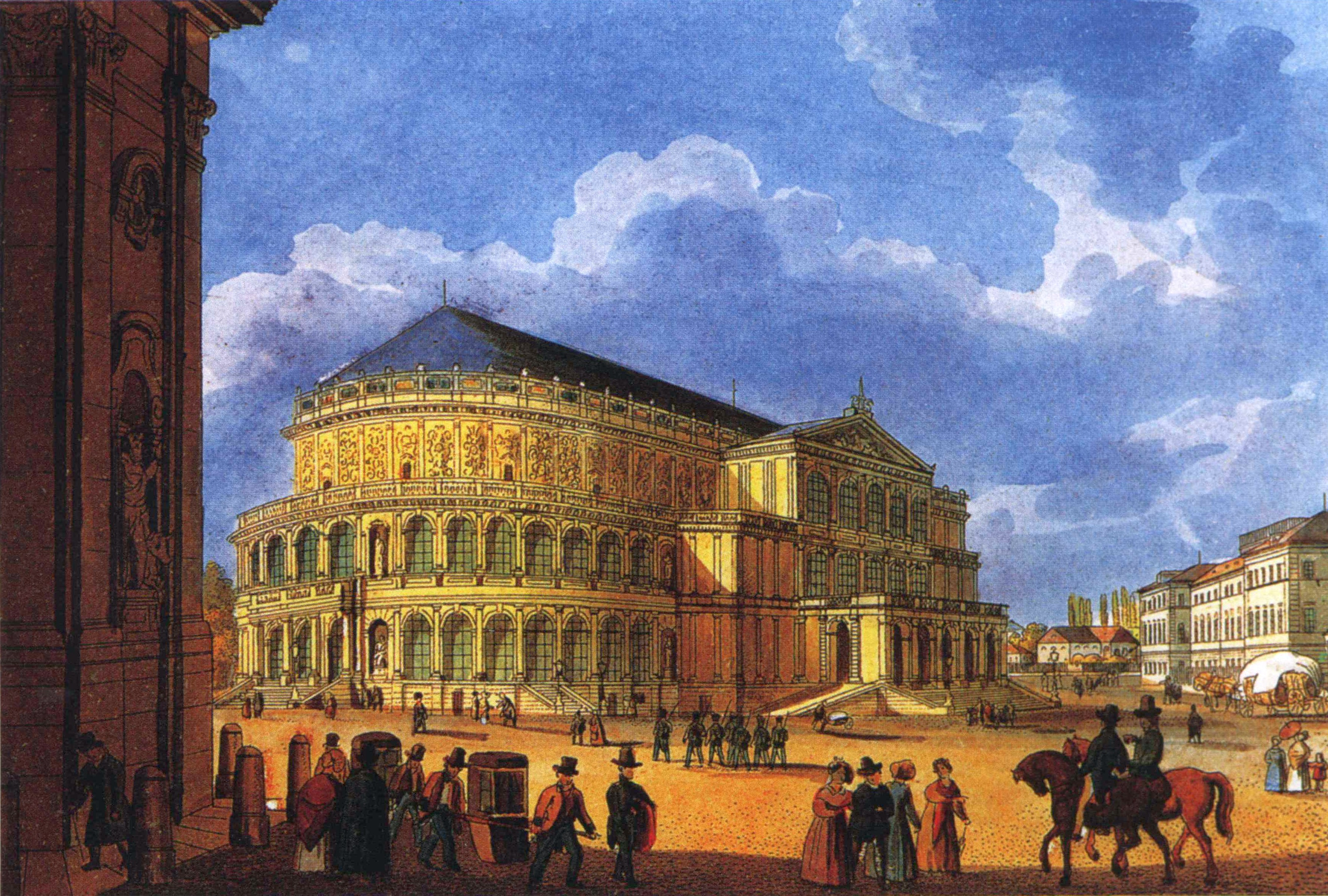
Il Königliches Hoftheater di Dresda all'epoca di Rienzi.

L'idea del Rienzi iniziò nel 1836 con la lettura del romanzo di Edward Bulwer-Lytton Rienzi, the last of the Roman Tribunes, a cui seguì a Riga l'anno seguente (giugno 1837) la stesura del libretto e finalmente, nell'agosto del 1838, l'inizio della partitura. Wagner, avendo trovato lavoro come direttore d'orchestra al Teatro di Riga, poté dedicarsi più comodamente alla stesura dell'opera, fiducioso nel suo successo. Infatti, poiché l'anno prima del Rienzi aveva avuto una sfortunatissima messa in scena della sua opera buffa Il divieto d'amare a Magdeburgo, decise di comporre un'opera nell'allora famoso e popolarissimo stile operistico francese in modo da potersi dimostrare un compositore affermato e "maturo" rispetto alle esigenze artistiche del suo tempo. In effetti Rienzi riuscì nell'obiettivo che Wagner si era posto, ma non aveva raggiunto, con i due precedenti tentativi (Le fate e Il divieto d'amare). Nel 1839, al termine dei primi due atti del Rienzi, Wagner fu costretto a fuggire da Riga con la moglie Minna Planer per i suoi pressanti e costanti problemi di debiti; dunque giunse in Francia, dove a Boulogne fece la conoscenza di Meyerbeer e di Moscheles, avendo anche l'occasione di parlare del Rienzi in corso di composizione e di una sua possibile rappresentazione a Parigi, sede per eccellenza dello stile Grand-Opéra. Per quanto a Meyerbeer fosse potuto piacere il lavoro di Wagner, egli tuttavia, a causa della notevole mancanza di fama di quest'ultimo, non riuscì a realizzare questo desiderio. Quando l'opera fu finalmente terminata il 19 novembre 1840 (sempre tra la persecuzione dei creditori), Wagner non riuscì ancora a trovare un teatro per metterla in scena. Di nuovo enormemente perseguitato dai debiti, nel 1841 egli fuggì a Meudon (vicino a Parigi), scrivendo però al re Federico Augusto II di Sassonia per richiedere una rappresentazione del dramma appena concluso al Königliches Hoftheater di Dresda. Nel frattempo Wagner, in quello stesso luogo e in gravissime condizioni economiche, compose anche l'Olandese volante, prima opera di sperimentazione del vero e proprio stile wagneriano.

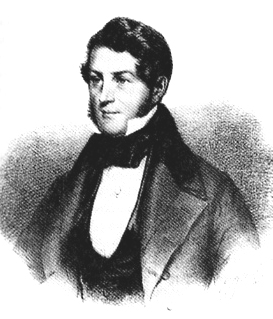
Karl Reissiger, direttore alla prima rappresentazione del Rienzi.

Alla fine fu cruciale l'appoggio di Meyerbeer per la prima rappresentazione di Rienzi: infatti egli scrisse al direttore generale del Teatro di Dresda, il barone Adolf August von Lüttichau, raccomandandogli personalmente questo dramma. Così Wagner poté tornare in Germania solo nell'aprile 1842; la prima rappresentazione del Rienzi fu al Königliches Hoftheater il 20 ottobre dello stesso anno, diretta da Karl Reissiger. Nel ruolo del protagonista vi fu l'acclamato Joseph Aloys Tichatschek, mentre nel ruolo di Adriano il mezzosoprano Wilhelmine Schröder-Devrient e nel ruolo di Irene il soprano Henriette Wüst.
Rienzi, al suo esordio, fu un successo immenso: Wagner, da totalmente sconosciuto compositore e in continua difficoltà economica, passò ad essere eletto Kapellmeister del Teatro Reale di Dresda, potendosi finalmente stabilire nella capitale sassone definitivamente. La spropositata lunghezza originale però costrinse Wagner a condensare ampiamente l'opera in una versione più breve già il 26 ottobre, 6 giorni dopo la prima esecuzione. Gli interpreti però, decisi ad eseguire l'intera partitura originale, indussero Wagner a dividere l'opera nelle due serate del 23 e del 24 gennaio 1843: i primi due atti assunsero il titolo di Rienzis Grösse ("Grandezza di Rienzi"), e gli altri tre atti (con una nuova introduzione all'Atto III) il titolo di Rienzis Fall ("Caduta di Rienzi"). L'idea però, subito respinta dal pubblico, crollò immediatamente e da quel momento si eseguì una versione meno tagliata di quella iniziale. Il successo, nonostante tutto, continuò ad essere tale che la versione definitiva venne replicata per 20 serate consecutive.
Rienzi rappresenta il primo grande successo del compositore tedesco, un successo che non si ripeterà più fino a oltre un decennio dopo, visto che i primi grandi drammi nel suo stile del tutto innovativo e mai visto prima, composti sin dagli anni subito seguenti, furono del tutto incompresi e a lungo non accettati dai pubblici europei.

## Trama

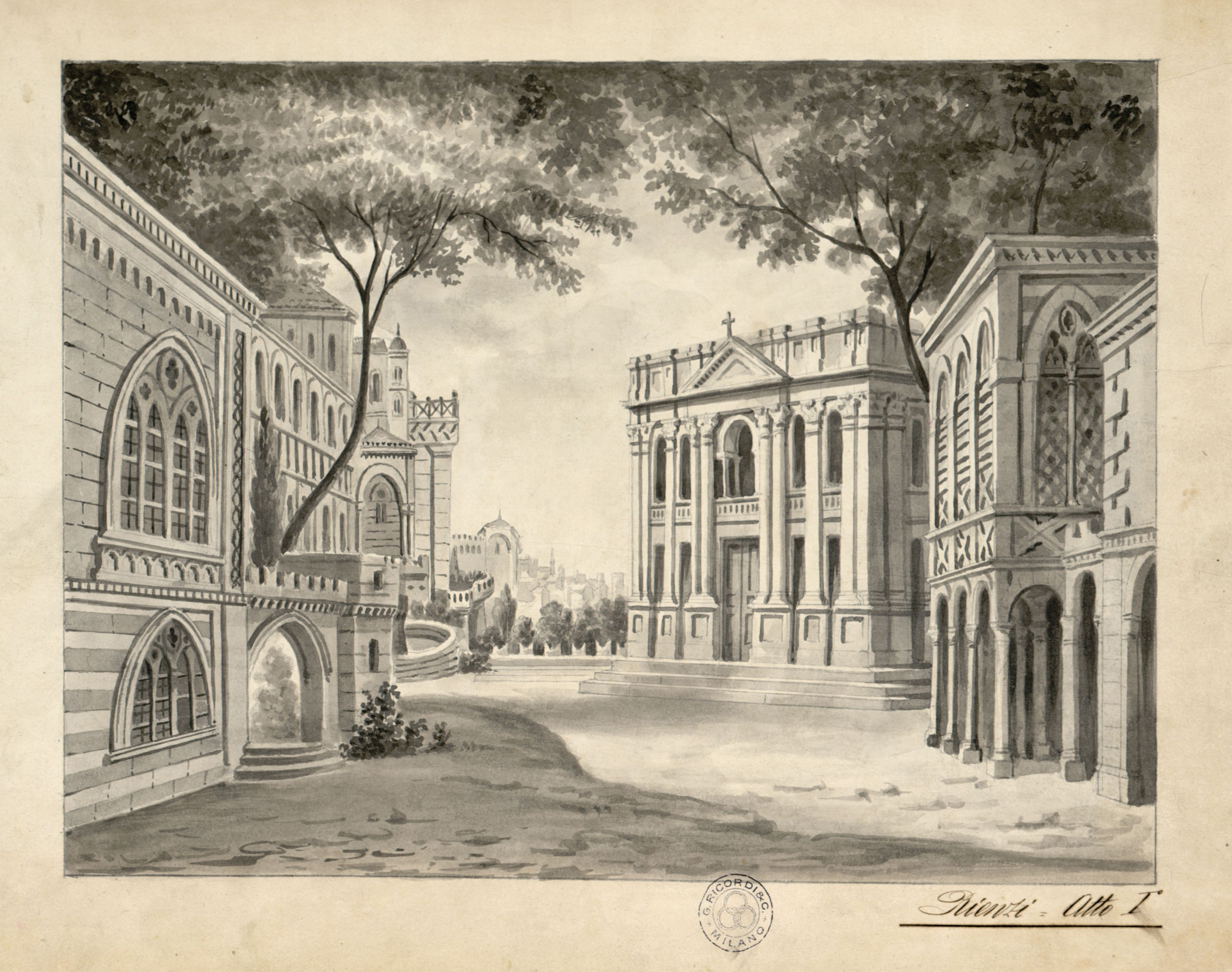
Una via, nel fondo la chiesa del Laterano. A destra la casa di Rienzi, bozzetto per Rienzi atto 1 (1842). Archivio Storico Ricordi.

### Ouverture
L'ouverture del Rienzi è forse la parte più nota oggi di questo dramma: si apre infatti con il famoso tema della preghiera del Tribuno al principio dell'Atto V, preceduto dal La di tromba (suonato più volte nel corso del dramma come segno dell'imminente arrivo di Rienzi). Il tema tratto dall'Atto V si interrompe succeduto da contrasti forte-piano a indicare le tensioni politiche e militari (con il tema per trombe dell'Inno di Battaglia "Santo Spirito Cavaliere"); in seguito il tutto prosegue in un grande crescendo che per due volte conduce alla gloriosa marcia militare del Finale dell'Atto II. L'ouverture termina con un crescendo poderosissimo e un tema militare festoso con tamburi rullanti, trombe e piatti (strumenti fondamentali in tutta l'opera).

#### Prima scena: introduzione
Una strada di Roma che fiancheggia la casa di Rienzi. È notte. Un nutrito gruppo di nobili romani, guidati da Stefano Orsini, tenta di penetrare nell'abitazione per impossessarsi dell'avvenente sorella del plebeo Rienzi, Irene e usarle violenza. La fanciulla è già trascinata sulla via, quando sopraggiungono altri patrizi, i Colonna, rivali degli Orsini. A loro volta, essi vorrebbero impadronirsi della ragazza. Fra i contendenti, si fa strada Adriano, figlio di Colonna e fidanzato di Irene che libera l'amata e dichiara di proteggerla con la sua vita contro chiunque intenda offenderla. Dal tentativo di Orsini di riprendersi la preda, nasce uno scontro fra le due fazioni. Il trambusto richiama la gente del popolo e anche il legato del papa, Raimondo, massima carica ecclesiastica di Roma (a quell'epoca – metà del sec. XIV – la sede papale si trovava ad Avignone); egli cerca di imporre la pace, facendo appello alla sua autorità, ma è umiliato dai patrizi e rischia di essere coinvolto nella lotta.

A questo punto giunge Rienzi con i suoi alleati e interrompe l'evento con un forte e scandalizzato discorso sulla situazione di estrema decadenza dell'antica Urbe. Accusa tutti i nobili di portare caos e illegalità a Roma, e inizia così un incoraggiante e appassionato "Aufruf zum Kampf" ("Appello alla battaglia") in presenza di tutti i romani richiamati sul posto. La scena si conclude con il popolo che intona un ardente canto di speranza per la conquista della giustizia.

#### Seconda scena: terzetto
Il popolo e i nobili, dopo il discorso di Rienzi, si sono ritirati: restano solo Rienzi, Irene e Adriano (che aveva assistito a tutta la scena). Rienzi si precipita dalla sorella chiedendole se stesse bene e apprende da lei che a proteggerla è stato proprio un Colonna, Adriano. Rienzi dunque si stupisce di questo suo atto di coraggio, e Adriano, inizialmente timido, comincia però a chiedergli dubitante quale sia l'obiettivo dei suoi discorsi e del suo operare per Roma. Quando Rienzi afferma che suo intento è quello di riportare ordine e giustizia a Roma, Adriano lo accusa di farlo col sangue dei romani. A quel punto Rienzi fa riferimento alla precoce morte del fratello piccolo molti anni prima ad opera di un Colonna, e parla del giuramento di vendetta che fece. Adriano si sente dunque in debito con lui e finisce per stringere un'alleanza con Rienzi (spinto soprattutto dall'amore che nutre per Irene). La scena si conclude con l'esultante terzetto "Noch schlägt in seiner Brust".

#### Terza scena: duetto
Rienzi se ne va a preparare la sua vittoria. Adriano e Irene restano soli. Avviene così un romantico scambio di parole amorose in cui Adriano si dichiara pronto a morire per lei, alludendo anche a una possibile sconfitta di Rienzi. I due si giurano fedeltà eterna in un'aria (Ja, eine Welt voll Leiden - Sì, un mondo pieno di dolori) in cui contrappongono il loro amore agli ostacoli del mondo. Alla fine della scena, mentre i due sono abbracciati, si sentono da dietro le vie della città il richiamo di battaglia prima dei Colonna e poi degli Orsini. Alla fine si ode un suono di tromba che si avvicina (quello di Rienzi), da cui inizialmente Adriano è spaventato.

#### Quarta scena: la presa di potere di Rienzi
Il suono di tromba in avvicinamento sfocia in una valanga di gente esultante che in breve prende il dominio dell'intera città con un alto grido di vittoria. Subentra il potente suono dell'organo della Chiesa del Laterano, seguito dal coro della stessa chiesa gioioso per la libertà riavuta: tutto il popolo assiste al canto. Si apre la porta della chiesa ed esce Rienzi in armatura con il cardinale Raimondo; alla sua vista il popolo riprende la grandiosa esultanza al liberatore di Roma: Rienzi grida alla resurrezione dell'antica città e innanzi a tutti nella piazza invita i romani a giurare rispetto e ubbidienza alla legge, in modo da ristabilire l'ordine. Cecco del Vecchio, un popolano sostenitore di Rienzi, prende la parola e, inneggiando a Rienzi come ad un eroe, gli offre la corona di re. Attimo di attesa e Rienzi subito rifiuta la corona ribadendo di volere i romani liberi. Egli è deciso a istituire un Senato per le leggi e a far regnare la Chiesa; a quel punto (come nell'antica Repubblica romana), in quanto rappresentante della libertà e del volere del popolo, Rienzi si fa nominare Tribuno della plebe ("Volkstribun"). Questo atto è accolto con altrettanta gioia e giubilo: la scena si conclude con un gigantesco corale di tutto il popolo esaltato.

### Atto II

#### Prima scena: Messi di Pace e duetto Colonna-Rienzi
Grande sala del Campidoglio. Il tribuno ha organizzato per il giorno una grande festa; ha inoltre incaricato alcuni fanciulli di nobile famiglia di diffondere il messaggio di pace e libertà riottenute a tutti i romani delle terre circostanti. Un coro di voci bianche dunque entra nella sala con il suo dolce canto gioioso e Rienzi, dopo aver appreso che il giro dei messi era compiuto, ringrazia solennemente Dio per avergli permesso di arrivare a tale successo e congeda felice i messi di pace. A quel punto i nobili, che erano stati cacciati dalla città fino a quando non avessero giurato fedeltà alla legge e al popolo romano, vengono ammessi in Campidoglio e Rienzi, dopo aver ricevuto l'apparente ringraziamento di Stefano Colonna, intima però a quest'ultimo di non osare mai più oltraggiare il popolo e calpestare la legge da esso istituita, e quindi di non tentare la minima ribellione. Dunque si assenta per prepararsi alla festa.

#### Seconda scena: complotto dei nobili
I nobili, riunitisi nella sala, attendono. Intanto Orsini inizia a discorrere con Colonna sull'assurdità a cui loro, quelli che prima avevano in mano la città, erano costretti per colpa di un plebeo. Fortemente indignati per la loro umiliazione, i due ex-rivali decidono di preparare una congiura per uccidere il giorno stesso Rienzi, unendo a loro in complicità tutti gli altri nobili. Ma poiché Adriano, nascosto tra loro, aveva sentito tutto, irrompe con furia e accusa il padre Stefano di tradimento. Quest'ultimo, già furioso per l'alleanza del figlio con il tribuno, gli dichiara esplicitamente il suo intento di uccidere Rienzi, sapendo di metterlo in estrema difficoltà perché qualsiasi mossa in tal modo facesse tradirebbe se non Rienzi, lo stesso suo padre. Dopo un tormentoso travaglio, Adriano tra sé decide di schierarsi dalla parte di Rienzi, fratello della donna che ama.

#### Terza scena: festa e attentato al Tribuno
Rienzi, circondato da Irene e dai suoi senatori (tra cui Cecco del Vecchio e Baroncelli) entra festosamente esultato da un coro trionfante di nobili, ambasciatori stranieri venuti a porgere omaggio e cavalieri. Il tribuno, con un discorso solenne e altisonante, ringrazia tutti i presenti e gli ambasciatori: a quel punto, quando viene dato inizio alla festa, Adriano avvisa Rienzi di una possibile congiura, e questo lo rassicura dicendogli di essere protetto da una cotta sotto l'abito. Comincia un grandioso spettacolo teatrale sotto forma di balletto (di oltre 40 minuti) sulla leggenda di Lucrezia, moglie di Collatino e uccisasi dopo che Sesto Tarquinio (figlio dell'ultimo re di Roma) aveva tentato di abusarne. Con la sua morte, Collatino e Bruto, giurando vendetta, uccidono Tarquinio e depongono l'ultimo re di Roma, salvando la città dalla tirannia. Allo spettacolo segue inoltre una imponente sfilata di romani in abiti antichi e medievali accompagnata da una danza pirrica. È proprio a quel punto che Orsini si scaglia contro Rienzi tentando di pugnalarlo, fallendo per la sua protezione. Baroncelli occupa il Campidoglio e ferma tutti i nobili. Il tribuno, sconcertato dal fatto, porta in giudizio immediatamente tutti i congiurati e proprio quando sta per iniziare il processo giunge Adriano, che (con l'aiuto di Irene) tenta disperatamente di impedire la condanna del padre Stefano. Al principio Rienzi è determinato alla condanna, ma poi, sotto pressione, si lascia convincere e ha pietà di tutti loro (con forte delusione di Del Vecchio e Baroncelli). Il popolo, che era piombato nella sala, si lascia sedurre dalla grazia del tribuno e dunque i nobili vengono risparmiati e viene fatto ripetere loro il sacro giuramento. A questo punto un solenne e soave canto di tutti i presenti accompagna il perdono dei traditori, che umilmente si pentono. L'atto si conclude con una grandiosa marcia militare (presente nell'ouverture) cantata in coro da tutto il popolo per lodare Rienzi, con una scrittura musicale e vocale di estrema magniloquenza. Il II Atto, per la presenza dell'esteso balletto, è il più lungo di tutti con una durata di oltre 1 ora e 40 minuti.

### Atto III

#### Prima scena: fuga dei nobili e inno "Santo Spirito Cavaliere"
Grande piazza pubblica di Roma cosparsa da frammenti di antiche rovine. Si odono le campane della Chiesa del Laterano suonare violentemente: un grande tumulto di popolo in agitazione presto occupa tutta scena. Si sente parlare (da Baroncelli e Cecco) di una fuga notturna dei nobili e di una loro alleanza con le potenze straniere per allestire un esercito contro Roma. Il popolo cerca il tribuno con crescente ansia. Quando Rienzi compare inizia subito a incoraggiare i romani a difendere la libertà e ad armarsi per la battaglia, ma egli viene subito accusato (soprattutto da Baroncelli e Cecco) di aver commesso un delitto graziando i nobili, e ora i romani debbono pagarlo col sangue. Rienzi però non si fa prendere dal panico: saldo e convinto trasmette coraggio al popolo, fortificandone gli animi. Canta l'Inno di battaglia "Santo Spirito Cavaliere" e a quel punto i romani iniziano ad armarsi per lo scontro, decisi a fermare una volta per tutte i traditori.

#### Seconda scena
Adriano, circondato dai romani pronti a muovere guerra ai nobili, si trova ad un bivio fatale: non sa dalla parte di chi schierarsi, se di suo padre contro Rienzi o viceversa. Disperato, chiede l'aiuto di Dio con uno struggente canto e implora il Creatore di dargli la forza necessaria per affrontare la situazione. Alla fine, in preda allo sconforto, decide di tentare una riconciliazione tra Rienzi e il padre, in modo da evitare spargimenti di sangue in entrambi i fronti. Lascia dunque la scena.

#### Terza scena: la guerra

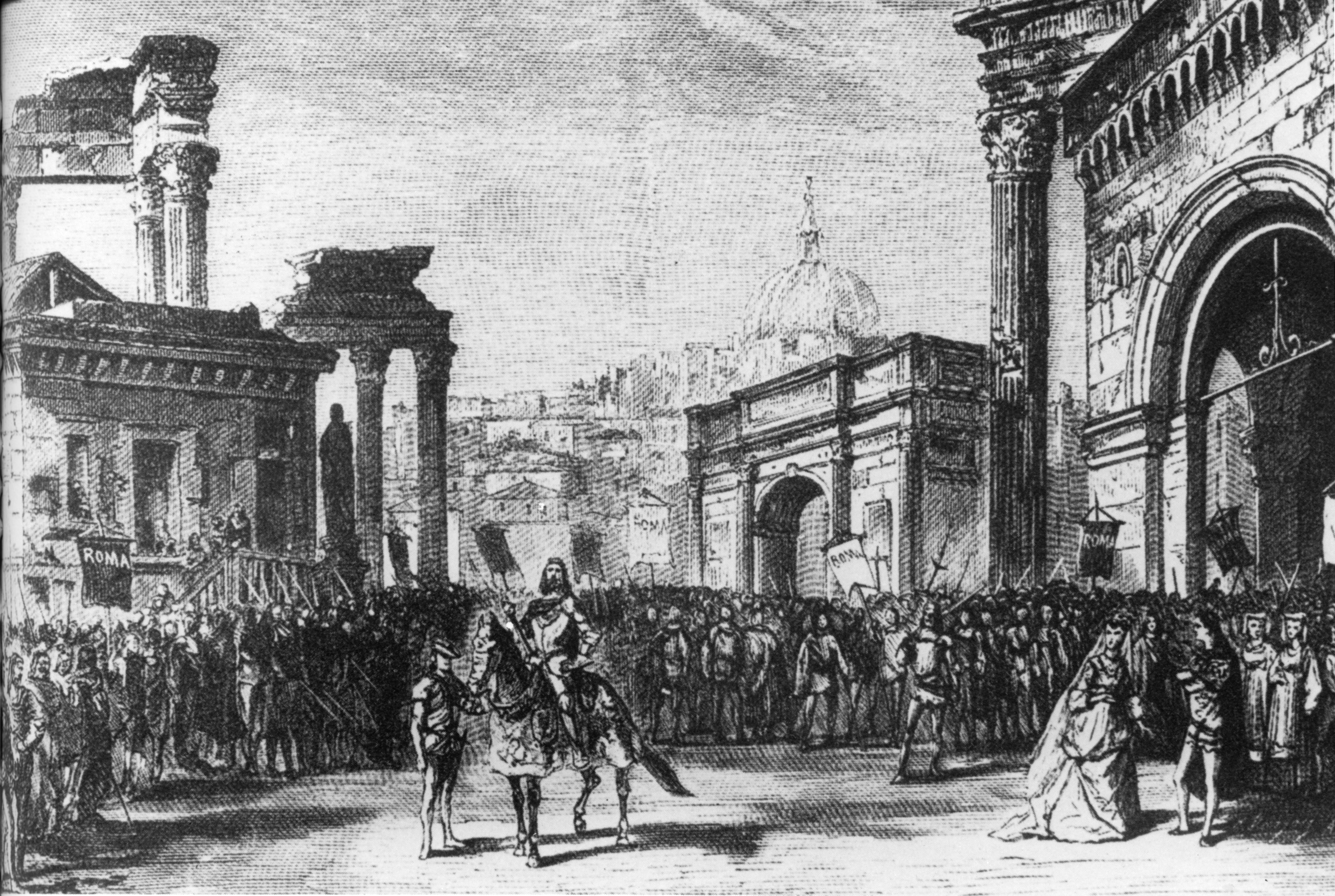
Rienzi conduce l'esercito romano alla guerra contro i nobili.

Si sente lo squillo di tromba in avvicinamento come nel I Atto. Sopraggiungono i rintocchi venienti dai campanili di Roma: un rullo di tamburi introduce una sontuosa e imponente marcia militare che si protrae a lungo in modo spettacolare. Rienzi in armatura (accompagnato dai senatori) è alla testa di un enorme esercito di cittadini provenienti da ogni ceto e classe sociale, armati per la guerra. Baroncelli e Cecco in carrozza chiudono il corteo. Rienzi lancia un ennesimo grido esaltato di esortazione alla vittoria e dunque tutti i soldati proseguono cantando a tutta forza l'inno "Santo Spirito Cavaliere". Proprio quando il corteo è appena partito, Adriano si getta avanti a Rienzi implorandolo ancora una volta di risparmiare i nobili e non attaccare, promettendo di convincere suo padre a non far guerra a sua volta. Infuriato, Rienzi gli rinfaccia di averlo commosso già una volta con terribili conseguenze, e ora non ha la minima intenzione di prestare ascolto alle sue assurdità. Nonostante tutte le sue suppliche, il tribuno ordina l'avanzata e tutto l'esercito si dirige verso la battaglia. Adriano dunque, distrutto, resta in città con Irene e le altre donne. In preda al delirio il giovane Colonna vuole correre a schierarsi con il padre, ma Irene glielo impedisce credendolo impazzito. Quando giungono i tumulti dei combattimenti, Adriano si rassegna, intendendo ormai la schiacciante vittoria di Rienzi su Colonna. Si odono le donne romane che invocano con una solenne supplica la Santa Vergine perché i loro mariti sopravvivano allo scontro. La grande tensione drammatica è però interrotta dal ritorno trionfale di Rienzi, che viene subito acclamato come eroe con tutti i soldati vincitori. Il popolo gioisce con grande clamore per la morte dei nobili tanto odiati. Adriano si getta affranto sul cadavere del padre, lanciando lo stesso giuramento di vendetta che aveva fatto Rienzi per il fratello molti anni prima. Rienzi glorifica la vittoria dicendo che i caduti sono morti per la patria: egli poi insieme al popolo e Baroncelli (che si aggira tra i morti) lancia un potente grido di maledizione contro coloro per la cui sconfitta sono dovuti morire molti cittadini. Adriano, consumato dai sensi di colpa per aver abbandonato il padre, si scaglia contro Rienzi minacciando di ucciderlo, questi però lo ignora, organizzando a suo dispetto una grandiosa parata di vittoria con trombe e tamburi: da tutto il popolo si leva un intenso canto memore delle sofferenze subite. Rienzi, salito su un carro trionfale, incita il popolo e viene lodato.

### Atto IV

#### Prima scena: la cospirazione
Larga strada di fronte alla Basilica del Laterano: è notte. Un gruppo di cittadini (tra cui Baroncelli e poco dopo Cecco) discutono nel buio sulle ultime allarmanti novità: pare che gli inviati dell'imperatore tedesco abbiano lasciato Roma delusi dal governo di Rienzi, e questo comprometterebbe anche i rapporti con la Chiesa, alleata dell'Impero tedesco. Baroncelli afferma inoltre che anche il cardinal Raimondo ha lasciato Roma, accennando ad un complotto col papa che Colonna aveva fatto durante la fuga. A questo punto Baroncelli accusa Rienzi di tradimento per non aver giustiziato i nobili a tempo debito, prima di creare tutti questi problemi. Egli, per dimostrarlo, insinua che Rienzi cercasse un'alleanza con i nobili, poiché la sorella Irene era innamorata del figlio di Colonna. Proprio quando i presenti cominciano a volere le prove di tale accusa, compare Adriano, il quale, confermando tutto quanto detto da Baroncelli, comincia a istigare i riuniti alla vendetta per il torto subito. Adriano riesce così a convincerli a cospirare per uccidere Rienzi durante il Te Deum previsto per il giorno seguente. Quando però vedono Raimondo insieme a dei monaci entrare in basilica, esitano, credendo che la Chiesa stia ancora al fianco del tribuno: dunque si dispongono avanti la scalinata della chiesa in attesa dello svolgersi dei fatti.

#### Seconda scena: la scomunica

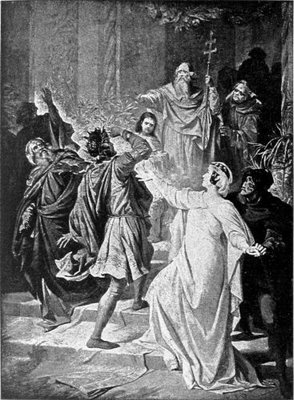
La scomunica di Rienzi.

Si è fatto giorno. Rienzi, tenendo per mano Irene, conduce un solenne corteo festoso verso la Basilica per assistere al Te Deum: quando si trova la strada come sbarrata dalla presenza dei congiurati, si domanda subito perché non partecipino alla festa. Egli, capendo il loro stato d'animo, inizia immediatamente con un canto pieno di forza e ardore a ricordargli come gli antichi romani si sacrificavano per la patria, ottenendo grande onore e vittoria. Proprio quando i congiurati sembrano quasi vergognarsi per le loro intenzioni, Rienzi intona la commovente aria "Baut fest auf mich, den Tribunen" ("Saldi fidate in me, Tribuno"), al cui termine gli stessi cospiratori finiscono col gridare "lunga vita" al tribuno. A quel punto Adriano, infuriato per la loro viltà, si dichiara pronto a compiere l'atto da solo, anche a costo di farlo sotto gli occhi di Irene. Proprio nel momento in cui sta per scagliarsi contro il tribuno (che sta salendo le scale), si ode improvvisamente un cupo canto dall'interno della chiesa: compare sulla soglia Raimondo con i monaci che gli sbarra la strada poiché è stato scomunicato dal papa. La porta della chiesa si chiude e vi è appesa la bolla di scomunica. Adriano allora, vedendo il tutto, corre da Irene invitandola ad abbandonare il fratello maledetto, ma ella, appena ripresasi da uno svenimento, lo scaccia violentemente gettandosi tra le braccia di Rienzi. Inutili gli avvertimenti di Adriano: lei resta col fratello mentre il canto tenebroso della basilica si spegne lentamente. Rienzi è incredulo e sconvolto.

### Atto V

#### Prima scena: la preghiera
Rienzi è solo in una loggia del Campidoglio. Il tribuno, fortemente deluso per gli ultimi fatti, inizia un colloquio con Dio sul noto tema riportato nell'incipit dell'ouverture e introdotto dal segnale di tromba (coincidente con la presenza di Rienzi): "Allmächt'ger Vater" ("Padre onnipotente"). In questa preghiera l'amareggiato tribuno chiede con molta umiltà a Dio di non permettere che tutta l'opera fatta venga distrutta e che tutta la sua forza (quella che gli ha permesso di arrivare a quel risultato) non lo abbandoni. La melodia crea un clima molto tranquillo e allo stesso tempo solenne, è in Si bemolle maggiore e si sviluppa con un ampio crescendo (molto maestoso), per poi terminare morendo in piano, in modo assai mistico.

#### Seconda scena: duetto Rienzi-Irene
Nella loggia entra Irene, al cui arrivo Rienzi si risveglia subito dal suo stato d'animo intimo e si lamenta a gran voce di tutti coloro che lo abbandonano sempre di più. Afferma poi che solo il Cielo e sua sorella gli sono ancora fedeli. Rienzi paragona Roma a una "sposa promessa" a cui ha ambito tutta la vita, il cui amore lo ha sempre catturato ma che ora sembra tradirlo. Invita poi Irene a fuggire con Adriano che invece ancora le è fedele, poiché se lei resta con lui andrà anche lei in rovina. Ma Irene, senza esitare un attimo, afferma di voler essere "l'ultima romana" e di voler restare al suo fianco fino alla morte. A questo punto Rienzi, commosso dal suo nobile gesto, la stringe a sé e i due danno inizio ad un felice e gioioso duetto, ricco di speranza e felicità, in totale contrasto con la situazione per loro sempre più tragica. Dopo ciò Rienzi, completamente esaltato e fuori dalla realtà, inizia a voler incitare ancora una volta i romani a risorgere; quindi esce di scena.

#### Terza scena: duetto Irene-Adriano
Sta calando la notte. Irene, mentre sta lasciando la sala, si trova la strada sbarrata da Adriano, piombato lì in preda al panico con la spada sguainata. Il giovane inizia disperatamente a convincere Irene a scappare con lui per sfuggire a una morte inevitabile: infatti per la città si stanno già preparando gli abitanti con dei tizzoni al fine di attaccare il Campidoglio. Irene, senza il minimo ripensamento, gli grida di andarsene e di lasciarla morire con l'ultimo dei romani. Adriano in ginocchio la supplica e gli ricorda il giuramento eterno da loro compiuto nel I Atto: la implora di non morire in quel modo, proprio in virtù del loro amore. Ogni estremo tentativo si dimostra vano: a quel punto Adriano, delirando, promette di salvarla a costo di gettarsi tra le fiamme, e scappa. Intanto il popolo ha occupato la piazza del Campidoglio e comincia a lanciare pietre sul palazzo.

#### Quarta scena: Finale
Un'immensa folla furibonda, armata da tizzoni e pietre, ha occupato tutta la piazza con un grido furioso: Cecco e Baroncelli, come due agitatori, istigano il popolo a distruggere il Campidoglio e linciare il tribuno. Tra le gigantesche urla del popolo, sul balcone del Campidoglio, si scorge Rienzi affacciarsi. Il tribuno tenta disperatamente di fermare il popolo facendolo rinsavire, ricordandogli il glorioso momento in cui aveva preso il potere e tutta Roma aveva riavuto la libertà. I due agitatori però continuano con forza: tutto si dimostra inutile. Rienzi, lambito dalle fiamme che ormai avvolgono l'edificio, lancia un terribile grido di maledizione a Roma traviata. Quando Adriano, tra la folla impazzita, vede Irene comparire sul balcone e stringersi in un estremo abbraccio al fratello, si getta tra le fiamme per salvarla e muore con un orribile urlo. Il Campidoglio subito rovina a terra con terribile schianto seppellendo anche Irene e Rienzi.

## Analisi dell'opera

### Tematiche e contenuti

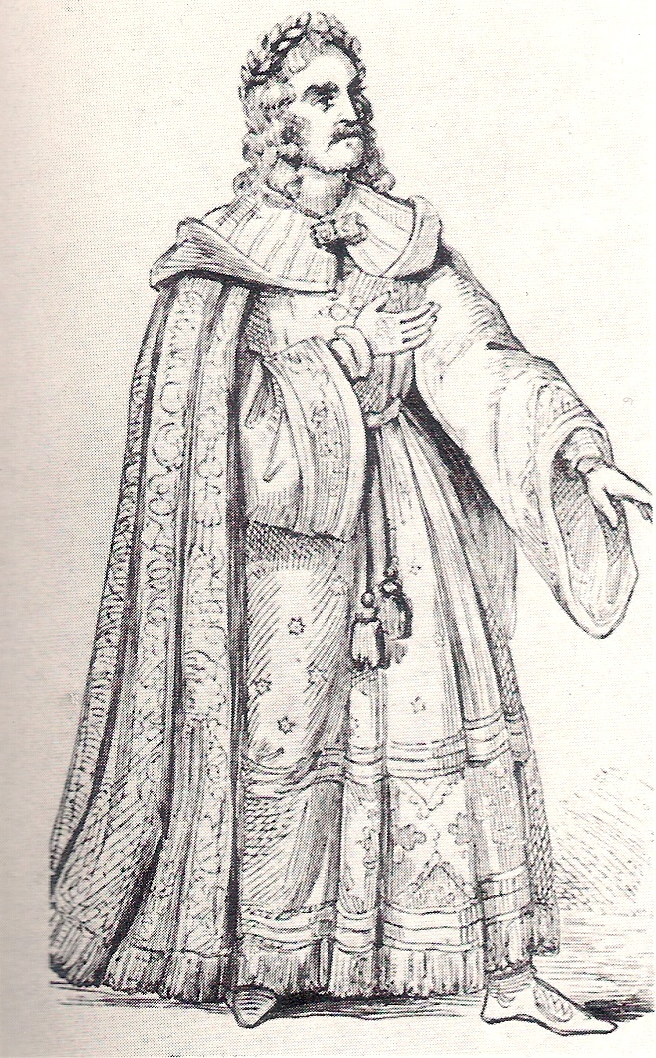
Bozzetto per il protagonista alla première del Rienzi.

Tutte le tematiche principali del Rienzi si trovano in contrasto con le consuete tematiche wagneriane dei drammi maturi per via, anche in tal caso, dello stile Grand-Opéra, il quale prevedeva obbligatoriamente la presenza di una tematica storica (grandi eventi storici, guerre, trionfi militari, ecc.) con allo sfondo un'appassionata storia d'amore (si pensi al Guglielmo Tell o all'Aida), spesso da concludersi in tragedia. Wagner ritenne perciò giustamente che la vicenda, perfettamente romanzata da Bulwer-Lytton, del notaio romano Cola di Rienzo, che nella metà del XIV secolo si fece eleggere dal popolo Tribuno della plebe per liberare l'antica Urbe dalla tirannia di signorotti come i Colonna, data l'assenza del papa da Roma e lo stato di tremendo degrado in cui la città si trovava in quel momento; fosse perfetta per il suo enorme dramma storico. Cola di Rienzo infatti divenne, agli occhi di Bulwer-Lytton, il perfetto eroe romantico, sognatore e nostalgico dei gloriosi tempi passati, valoroso e capace di far trionfare Roma dalle sue rovine. Abbiamo dunque come fondamentale la tematica della Patria e del ritorno alla gloria passata come unico vero scopo dell'eroe protagonista. Perfettamente conciliato con questo vi è la vicenda amorosa di Adriano, l'altro grande personaggio tragico della storia insieme al tribuno stesso. Egli è un giovane passionale e di animo puro, un perfetto eroe romantico non meno di Rienzi stesso (solo che quest'ultimo ha come donna amata Roma stessa - come dichiara egli medesimo nell'Atto V). Entrambi, Rienzi e Adriano, mirano con tutte le forze alla propria realizzazione: l'uno con la gloria di Roma, l'altro con l'amore di Irene. Adriano, molto più di Rienzi, si trova sin dal I Atto al centro di un vero e proprio conflitto tragico: tradire il padre, Stefano Colonna, oppure la donna amata e suo fratello?... Il conflitto poi non si risolve semplicemente col tradimento (involontario) del padre, che viene ucciso da Rienzi in battaglia, ma Adriano perde (in seguito al suo giuramento di vendetta contro il tribuno) l'amore stesso di Irene, non ottenendo in definitiva di essere fedele a nessuno dei due, pur volendolo essere ad entrambi. Ed è proprio il tema della fedeltà, a parte quello dell'amore, ad essere davvero importante nel corso dell'opera e ad anticipare contemporaneamente le autentiche tematiche wagneriane. Nella cieca fedeltà di Irene al fratello quando la situazione si è fatta ormai palesemente disperata, è possibile vedere un'anticipazione della fedeltà di Senta verso l'Olandese o di Elisabeth verso Tannhäuser. E dl'altro canto, Rienzi stesso - morendo tragicamente per il suo ideale - si mostra fedele fino alla fine alla sua Roma, così come Adriano mantiene senza esitazione il giuramento di gettarsi tra le fiamme del Campidoglio quando sarà il momento, fedele anch'egli a Irene.
Tali sono considerabili le tematiche narrative dominanti, che però (come detto) si differenziano in massima parte dalle tematiche tradizionalmente wagneriane, che invece saranno la Redenzione tramite l'amore, il sacrificio redentore della donna (spesso per salvare l'uomo)....; e soprattutto i drammi wagneriani si distaccheranno totalmente dalle tematiche storiche, sostituendole con tematiche leggendarie (Olandese volante, Tannhäuser, Lohengrin, Parsifal) e mitologico-germaniche (L'anello del Nibelungo).

### Caratteri stilistici

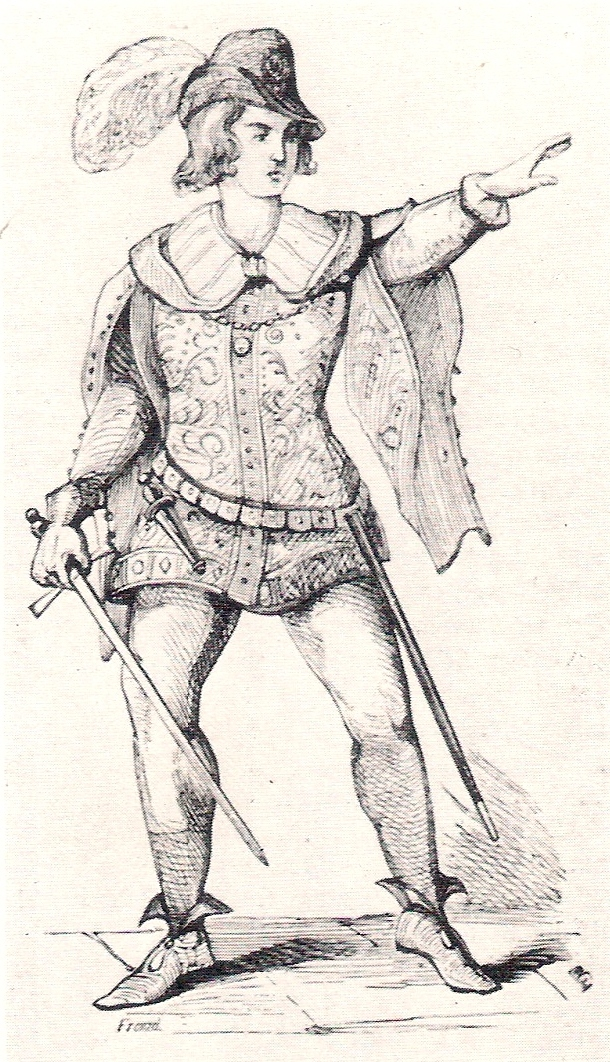
Bozzetto per Adriano.

Per quanto riguarda lo stile utilizzato da Wagner in questo primo lavoro operistico di una certa rilevanza, si possono identificare alcune fonti ben precise da cui l'autore attinse deliberatamente.
Egli, non avendo ancora in gioventù concepito la sua riforma - innovativa e rivoluzionaria - dell'opera, si rifece nei suoi primi esperimenti operistici (Le fate e Il divieto d'amare) a modelli che prima di tutto egli vedeva come maestri (ad esempio Carl Maria von Weber con il suo Freischütz, opera che Wagner apprezzò moltissimo in gioventù, soprattutto per il suo carattere nazionale e romantico, e alla quale si ispirò per scrivere Le fate), oppure ad altri autori di grande popolarità quali Vincenzo Bellini e Gioachino Rossini, dai quali attinge per l'opera buffa Il divieto d'amare. Dato però il completo insuccesso di queste due opere, Wagner nel 1837 sentì la necessità di imporsi sulla scena teatrale e operistica dell'epoca adeguandosi allo stile del grand opéra francese. E nel Rienzi appunto scompaiono i palesi influssi weberiani e italiani delle prime due opere, sostituiti da un chiarissimo impianto strutturale francese in cinque Atti, con un ruolo essenziale e di portata fondamentale del Coro, con grandissimi e fastosissimi allestimenti scenografici, e una drammaticità tipica del grand opéra.
Per quanto riguarda dunque la struttura dell'opera, gli ispiratori principali sono indubbiamente Meyerbeer e Halévy; mentre nella pomposa e ricchissima strumentazione (nella enorme prevalenza anche numerica degli ottoni e delle percussioni su tutti gli altri elementi dell'organico), in generale nel "carattere militare" dell'intera opera e nello spettacolare uso dei cori di massa, è possibile notare anche palesi influssi dal Fernando Cortez, di Spontini (che peraltro Wagner aveva visto rappresentato a Berlino nel 1837, proprio nell'anno in cui iniziò a comporre il Rienzi). Di Meyerbeer invece, influssi stilistici (sempre per quanto riguarda l'uso del Coro) provengono soprattutto da Les Huguenots (si pensi ad esempio al Finale), che fu composta appena nel 1836.
A causa della grande ammirazione wagneriana per Bellini e la sua Norma, non mancano tuttavia nel Rienzi alcune tracce della brillante melodicità belliniana (ad esempio nell'aria finale della Scena I dell'Atto I, oppure nell'aria Baut fest auf mich den Tribunen, del IV Atto), la quale si distingue dai virtuosismi grandoperistici in quanto più elegante e armonica.
Se al livello vocale, dunque, si hanno insieme influssi francesi e italiani, al livello musicale va notata una particolarità: per il corale conclusivo dell'Atto I, Wagner adotta la stessa sovrapposizione delle voci femminili (che cantano il tema) e di quelle maschili (messe come sottofondo) presente in un preciso momento del Corale del IV Movimento della Sinfonia n. 9 di Beethoven. La massa vocale femminile, dunque, sostenuta dalle voci maschili, è portata ad estremi livelli di acutezza, proprio come nella celeberrima sinfonia beethoveniana: un evidente omaggio al grandioso IV movimento di Beethoven che, al primo ascolto, com'è risaputo, mandò Wagner letteralmente in estasi.

## Le prime tracce di wagnerismo

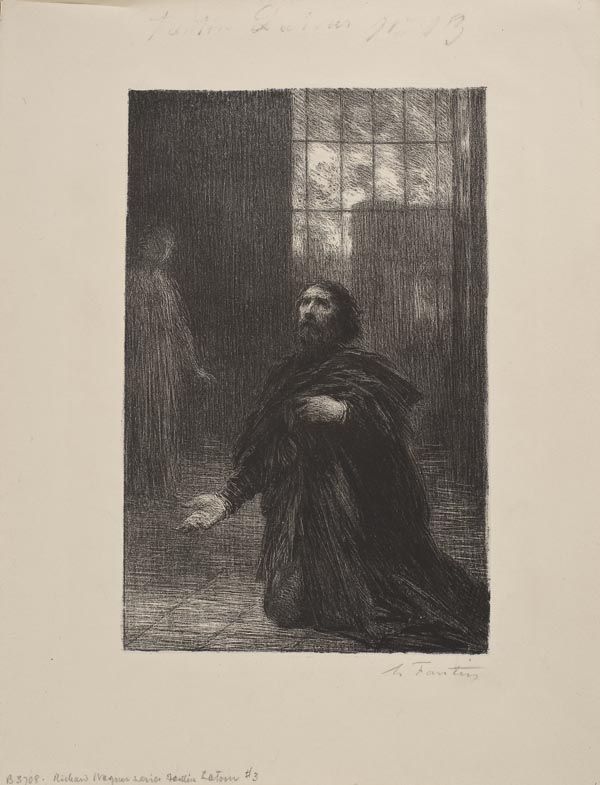
Atto V: preghiera di Rienzi nella loggia del Campidoglio.

È impossibile affermare che Rienzi sia già un'opera in stile wagneriano, a differenza di quella subito seguente (L'olandese volante); tuttavia è altrettanto errato definire tale dramma qualcosa di ancora lontano dalla concezione wagneriana, sebbene questo non valga per la struttura globale dell'opera (che invece rispecchia assolutamente il Grand-Opéra). Le caratteristiche dello stile operistico francese, essendo tutte presenti e allo stesso tempo volontariamente esasperate in grandezza e dunque potenzialità espressiva, offrono a Wagner l'opportunità di inserire, in alcune parti più o meno isolate dei 5 atti, un carattere artistico e melodico se non richiamante, addirittura anticipante l'espressività wagneriana. L'esempio più conosciuto e di evidente anticipazione dello stile wagneriano è di certo la nota aria della preghiera di Rienzi "Allmächt'ger Vater" nella Prima scena dell'Atto V. Tale tema, ancora oggi molto noto e a volte eseguito anche separatamente dal resto del dramma, possiede quel carattere di fluidità e continuità melodica tipica del Wagner già maturo; una fluidità che, come nello stile evoluto, illustra fedelmente lo stato d'animo e la situazione (in questo caso religiosa) rappresentata in scena: dall'introduzione (costituita da ampi arpeggi di arpa), fino al grande crescendo cantato e infine all'espressivo diminuendo, che termina la continuità della melodia con note tenute dagli archi (quasi surreali) creanti quel misticismo addirittura per un attimo riconducibile a quello dell'Ouverture del Lohengrin.
In generale c'è da dire che l'aspetto più "wagneriano" è soprattutto presente negli ultimi tre atti, per il semplice fatto che essi furono scritti ben 10 mesi dopo i primi due (a causa della fuga del compositore da Riga), e dunque Wagner, in quel frangente (il 1839), iniziò a concepire la sua idea personale e innovativa del dramma in base alla quale infatti, subito dopo il termine di Rienzi, impostò L'olandese volante. Se si confronta difatti la forma (che comunque in generale non scompare mai o quasi mai) dei primi due atti con quella degli ultimi due, si nota che in questi ultimi essa tende a imporsi di meno per quanto riguarda la scissione arie-recitativi (tipicamente eliminata dal wagnerismo): ossia la tendenza che prevale è quella di una maggiore continuità tra le scene e le situazioni, decisamente contrapposta al lungo e tradizionalistico recitativo della Prima scena dell'Atto I o alle lunghe arie (divise tra loro, ritmiche e ricche di struttura formale) dell'Atto II. Si parla anche di diversi esempi di rottura dello schema strutturale, come i periodi privi dei tradizionali ritornelli, oppure in scene di particolare intensità emotiva, come la stessa preghiera dell'Atto V.

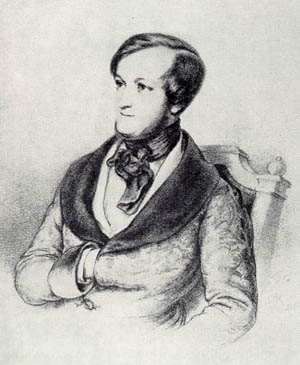
Richard Wagner intorno ai 30 anni: all'epoca di Rienzi e dell'Olandese volante.

Diversi esempi di questo tipo già compaiono ampiamente nell'Atto III, come il lasso di tempo (Scena III) che intercorre tra l'avanzata di Rienzi al fronte contro i nobili e il suo ritorno: il disperato dialogo di Adriano (deciso a morire in guerra a fovore del padre) e Irene che, vedendolo delirare, non accetta di farlo uccidere e spezzare così il loro amore. Quando i tumutli della battaglia lasciano intendere che per i nobili tutto è finito, Adriano è straziato a questo punto, oltre che per l'amore di Irene, anche per la morte di suo padre. Intanto l'amata non lo lascia sfuggire - Irene urla: Sieh, deinen Hals umschlinge ich; mit meinem Leben weich' ich nur! - Vedi, il collo io ti cingo; solo con la mia vita io cederò. Sullo sfondo di tutto ciò, la grandissima e drammatica invocazione alla Vergine Maria da parte delle donne romane, supplicanti per la salvezza dei loro uomini in guerra. Tutta la massa sonora risultante da questo scenario crea un'atmosfera di portata impressionante, rinforzata dai costanti tamburi rullanti e dalle trombe. Questo tratto, interrotto dal ritorno vittorioso di Rienzi, produce un contrasto tra la ritmica e appariscente marcia di battaglia dell'esercito e la tensione più profonda e decisamente meno convenzionale di subito dopo.
Un'ulteriore presa di libertà - per quanto riguarda invece la forma del Grand-Opéra - è identificabile nell'insolito finale dell'Atto IV: lo stile francese infatti prevede tradizionalmente un finale d'atto imponente e costituito da un grandioso corale conclusivo; ciò nel Rienzi è sempre presente tranne in questo caso. L'atto infatti si conclude, invece che in modo trionfante, con il coro della Chiesa lateranense che intona il canto tenebroso e cupo della scomunica del tribuno: perciò, il finale del IV Atto si pone in netto contrasto con tutti i vittoriosi finali precedenti, in quanto equivale al presagio della tragica sventura a cui il tribuno è ormai destinato (il coro, essendo inoltre "a cappella", evidenzia ancor più l'ansioso clima che l'assenza di strumenti comporta rispetto alle altre scene). Il grave diminuendo si conclude semplicemente con un colpo improvviso dell'intera orchestra a segnalare la conclusione dell'atto. Finali di questo tipo sono qualcosa di wagnerianamente molto avanzato, essendo infatti tipici addirittura dell'Anello del Nibelungo, grazie anche alla loro particolare funzione di essere meno invasivi possibile per il corso narrativo, tanto importante nella concezione wagneriana.

### Iltema della Vendetta
Se per le tre opere giovanili della prima maturità wagneriana (Olandese volante, Tannhäuser e Lohengrin) non si può ancora parlare dell'uso compiuto e avanzato dei leitmotive così come si presentano nel Ring o nel Tristan, nel Rienzi non è neppure possibile parlare di un'impostazione formale e musicale fondata su di essi. In Rienzi, qualora si possa identificare l'utilizzo dei "motivi-ricordo" (Erinnerungsmotive", essi non hanno comunque nulla a che fare con la funzione mnemonico-strutturale del leitmotiv wagneriano della maturità: tuttavia, temi importanti come l'Inno di battaglia o l'annuncio del tribuno affidato tromba sono assai ricorrenti nel corso dell'opera. La forma dei leitmotive utilizzata da Wagner nel Rienzi è invece ben riconducibile all'uso che anni prima già ne faceva Carl Maria von Weber, sul quale il giovane Wagner si formò musicalmente e operisticamente.
All'interno di questo impianto tematico weberiano, è possibile notare un preciso tema che ricorre in tutto tre volte nel dramma e che è strettamente legato contenutisticamente al Giuramento di vendetta (corrispondente sempre a una precisa formula verbale). Esso figura sempre ben distinto, in tono minaccioso e funesto: la prima volta è pronunciato da Rienzi nella Scena II dell'Atto I, quando il futuro tribuno ammonisce Adriano ricordandogli (appunto) il giuramento di vendetta che fece quando un Colonna uccise suo fratello piccolo molti anni prima: "Weh dem, der ein verwandtes Blut zu rächen hat!" (ossia: "Guai a colui che ha da vendicare del sangue congiunto!"). La seconda volta è pronunciato da Adriano nella III Scena dell'Atto II, quando egli sta supplicando disperatamente il tribuno di risparmiare suo padre macchiatosi di alto tradimento: "Gib mir verwandtes Blut zu rächen..." (ossia, in parte modificato: "da' a me di vendicare del sangue congiunto" e prosegue modificando la seconda parte del tema - "e sarà a me sacro il tuo sangue"). Rienzi, che si sente ovviamente minacciato, risponde: "Unsel'ger! Woran mahnst du mich?" ("Sciagurato! Che ammonimento è il tuo?").
Infine il tema, sempre pronunciato rabbiosamente da Adriano, compare alla fine dell'Atto III (con le medesime parole del Primo atto) in segno di vera e propria maledizione contro il tribuno, che questa volta ha davvero ucciso suo padre in seguito alla guerra.
Si potrebbe dire in definitiva che analoghi al Tema della Vendetta siano alcuni temi che compaiono con funzione molto simile nei tre drammi della prima maturità wagneriana (in particolare, si pensi al Tema del divieto nel Lohengrin).

## Organico orchestrale
La partitura di Wagner prevede l'utilizzo di:
- 3 flauti, (III anche ottavino), 2 oboi, 3 clarinetti, 3 fagotti, serpentone
- 4 corni, 4 trombe, 3 tromboni, oficleide (oggi rimpiazzato dalla tuba)
- timpani, grancassa e piatti, tamburo, tamburo rullante, triangolo, tam-tam,
- arpa
- archi

Da suonare internamente:
- tromba, organo, campana, banda militare: 12 trombe, 6 tromboni, oficleide (oggi sostituito dalla tuba), 10 tamburi, 4 tamburi rullanti

## Discografia
- Rienzi - Staatskapelle Dresden, Heinrich Hollreiser, René Kollo (Rienzi), Siv Wennberg (Irene), Janis Martin (Adriano), Nikolaus Hillebrand (Stefano Colonna), Theo Adam (Paolo Orsini), 1976, EMI
- Rienzi - Bayerische Staatsoper, Wolfgang Sawallisch, René Kollo (Rienzi), Cheryl Studer (Irene), John Janssen (Adriano), Jan-Hendrik Rootering (Stefano Colonna), Bodo Brinkmann (Paolo Orsini), 1983, Orfeo (dal vivo)

- Scena prima, Atto V [collegamento interrotto], su YouTube. URL consultato il 1º settembre 2024.
- (DE) Wagner, Rienzi – Der Tag Ist Da – Atto III, Scena terza, su YouTube. URL consultato il 1º settembre 2024.
- (DE) Rienzi - "Herbei! Herbei!" - Finale dell'opera, su YouTube. URL consultato il 1º settembre 2024.

Fonti per la Sezione "Le prime tracce di wagnerismo":
- Richard Wagner, Rienzi (PDF), su La Magia dell'Opera. URL consultato il 1º settembre 2024 (archiviato il 22 aprile 2024).